# Bellator 213
Bellator 213: Macfarlane vs. Létourneau è stato un evento di arti marziali miste tenuto dalla Bellator MMA il 15 dicembre 2018 alla Neal S. Blaisdell Arena di Honolulu negli Stati Uniti.

## Risultati
|                                        | Divisione                |                          |           |                    | Metodo                                      | Round     | Tempo     | Premio    |
| Main Card                              | Main Card                | Main Card                | Main Card | Main Card          | Main Card                                   | Main Card | Main Card | Main Card |
| -------------------------------------- | ------------------------ | ------------------------ | --------- | ------------------ | ------------------------------------------- | --------- | --------- | --------- |
| Sfida valida per il titolo di campione | Pesi mosca femminili     | Ilima-Lei Macfarlane (c) | batte     | Valérie Létourneau | Sottomissione (triangle choke)              | 3         | 3:19      |           |
|                                        | Catchweight (186.5 lbs.) | Lyoto Machida            | batte     | Rafael Carvalho    | Decisione non unanime (29–28, 28–29, 29–28) | 3         | 5:00      |           |
|                                        | Pesi welter              | Neiman Gracie            | batte     | Ed Ruth            | Sottomissione (rear-naked choke)            | 4         | 2:15      | [ 1 ]     |
|                                        | Pesi mediomassimi        | Liam McGeary             | batte     | Muhammad Lawal     | KO tecnico (pugno)                          | 3         | 0:53      |           |
|                                        | Pesi leggeri             | Nainoa Dung              | batte     | Kona Oliveira      | KO tecnico (pugni)                          | 3         | 2:05      |           |
| Card Preliminare                       |                          |                          |           |                    |                                             |           |           |           |
|                                        | Pesi leggeri             | Dustin Barca             | batte     | Isaac Hopps        | Decisione non unanime (29–28, 28–29, 30–27) | 3         | 5:00      |           |
|                                        | Catchweight (180 lbs.)   | Maki Pitolo              | batte     | Chris Cisneros     | Sottomissione (rear-naked choke)            | 3         | 2:40      |           |
|                                        | Pesi gallo               | Kai Kamaka III           | batte     | Shojin Miki        | Decisione unanime (29–28, 29–28, 29–28)     | 3         | 5:00      |           |
| Card Postliminare                      |                          |                          |           |                    |                                             |           |           |           |
|                                        | Pesi leggeri             | Ryan Dela Cruz           | batte     | Spencer Higa       | Decisione non unanime                       | 3         | 5:00      |           |
|                                        | Pesi mediomassimi        | Marcus Gamble            | batte     | Kala Hose          | KO tecnico (pugni)                          | 1         | 2:29      |           |
|                                        | Pesi mosca               | Russell Mizuguchi        | batte     | Michael Nakagawa   | Decisione non unanime                       | 3         | 5:00      |           |
|                                        | Pesi piuma               | Canaan Kawaihae          | batte     | Timothy Teves      | Decisione unanime                           | 3         | 5:00      |           |